# Stúdió 666
A Stúdió 666 (eredeti cím: Studio 666) 2022-ben bemutatott amerikai horror filmvígjáték, amelyet Jeff Buhler és Rebecca Hughes forgatókönyvéből B. J. McDonnell rendezett, Dave Grohl története alapján, aki a főszerepben a Foo Fighters zenekari társaival, Nate Mendel, Pat Smear, Taylor Hawkins, Chris Shiflett és Rami Jaffee mellett önmaguk kitalált változatát alakítja. Whitney Cummings, Leslie Grossman, Will Forte, Jenna Ortega és Jeff Garlin mellékszereplőként tűnik fel a filmben.
Amerikában 2022. február 15-én, Magyarországon 2022. július 22-én mutatták be a mozikban. Általánosságban vegyes véleményeket kapott a kritikusoktól.

## Cselekmény
1993, Encino: a Dream Widow nevű legendás heavy metal együttes dobosát, Skye Willow-t halálra veri énekese, Greg Nole. A férfi más zenekari tagokkal is végez, majd felakasztja magát.
2019-ben a Foo Fighters (Dave Grohl, Taylor Hawkins, Rami Jaffee, Nate Mendel, Chris Shiflett és Pat Smear) a lemezcég illetékeseivel tartott zenekari megbeszélésen a menedzserük, Jeremy Shill nyomására felveszik a következő albumukat. Grohl azonban írói blokkban szenved. Ezért úgy döntenek, egy régi encinoi villában veszik fel a felvételeket, ahol a Dream Widow korábban már megszállt. A csoportot lenyűgözi a villa hangzása, és végül beköltöznek. A stúdióhelyiség berendezése közben a technikai segítőjüket, Krugot áramütés éri. De ettől sem riadnak vissza, különösen Grohl továbbra is kitart a tervek mellett. A zenekar úgy dönt, az albumot neki szenteli. Még a titokzatos szomszédasszony, Samantha sem tudja megakadályozni a zenekart az album felvételében.
Ahogy Grohl a birtokon bolyong, felfedez egy titokzatos pincehelyiséget, amelyben látszólag sátáni és okkult tárgyak vannak. Talál egy régi demókazettát is, amelyen a Dream Widow egy befejezetlen száma szerepel. Grohl megszállottá válik, miközben hallgatja. A Foo Fighters-szel újra és újra elkezdi játszani a dalt, amíg az több mint 20 perces nem lesz. Miközben a ház körül halmozódnak a halálesetek, a banda hallgat Samantha figyelmeztetéseire.
Grohl ugyanis egy démon által megszállt, aki felelős a halálesetekért, és most elkezdi gyilkolni a többi zenekari tagot, amikor a dalban betöltött szerepük véget ér. Végül csak Nate Mendel és Patt Smear maradnak életben, akiknek sikerül kiszabadítaniuk Grohl-t a megszállottságából. Dream Widow szellemei megjelennek, így a démont a pokolba küldik.
Amikor a zenekar tagjai együtt menekülnek el a villából, Jeremy Shill és az épület vezető Barb Weems karjaiba futnak, akik az egészet megrendezték. Mendel, Smear és Barb meghalnak, amikor megpróbálnak elmenekülni a zenekocsival. Grohl lecsap Jeremyre, de az képes meggyőzni őt a Dream Widow számmal szólóalbuma közelgő sikeréről. Egy évvel később Grohl, a Foo Fighter egyetlen túlélője szólókoncertre készül, a szeme körül a megszállottság nyomai láthatók.

## Szereplők

### Foo Fighters
| Szerep         | Színész        | Magyar hang        |
| -------------- | -------------- | ------------------ |
| énekes-gitáros | Dave Grohl     | Pál András         |
| dobos          | Taylor Hawkins | Bozsó Péter        |
| zongorás       | Rami Jaffee    | Zöld Csaba         |
| basszusgitár   | Nate Mendel    | Fesztbaum Béla     |
| gitáros        | Chris Shiflett | Fillár István      |
| gitáros        | Pat Smear      | Pusztaszeri Kornél |

### Mellékszereplők
| Szerep            | Színész          | Magyar hang        |
| ----------------- | ---------------- | ------------------ |
| Samantha          | Whitney Cummings | Pálmai Anna        |
| Darren Sandelbaum | Will Forte       | Tárnok Csaba       |
| Jeremy Shill      | Jeff Garlin      | Kerekes József     |
| Barb Weems        | Leslie Grossman  | Kis-Kovács Luca    |
| Skye Willow       | Jenna Ortega     | Bogdányi Titanilla |
| Krug              | Kerry King       |                    |
| gondnok           | Marti Matulis    |                    |
| önmaga            | Lionel Richie    |                    |
| stúdiómérnök      | John Carpenter   |                    |

## A film készítése
2021 novemberében jelentették, hogy a Foo Fighters főszereplésével titokban leforgatták a Stúdió 666 című filmet. A film producerei John Ramsey és James A. Rota voltak, a zenekar tagjai pedig vezető producerként is közreműködtek. A Balta 3. rendezője, B. J. McDonell rendezte a filmet, amely Jeff Bulher és Rebecca Hughes forgatókönyve alapján íródott, és Grohl történetén alapszik, amelyet a tizedik albumuk felvételeinek eseményei ihlettek.
A forgatás ugyanabban a házban zajlott, ahol a zenekar a Medicine at Midnight című albumát felvette. A forgatás végéhez közeledve, 2020 elején az Egyesült Államokban kitört COVID-19 járvány miatt leállították a gyártást. A forgatás hónapokkal később Los Angelesben folytatódott, és ez volt az egyik olyan film, amelyet a világjárvány idején forgattak. Hat napot terveztek a forgatás befejezésére, de a biztonságos forgatásra vonatkozó előírások miatt végül három hétig tartott.

## Filmzene
Grohl egy egész albumnyi heavy metal dalt vett fel a filmben szereplő Dream Widow nevű fiktív zenekar számára. A nyolc számból álló album 2022. március 25-én jelent meg.

## Bemutató
A Stúdió 666 2022. február 25-én került a mozikba az Open Road Films forgalmazásában. A film világpremierjét 2022. február 16-án tartották a TCL Chinese Theatre-ben. A RelishMix nevű közösségi médiaelemző cég szerint a marketingkampány 97,9 millió online interakciót eredményezett, ami "a horror műfaji normáknak megfelelő".